# Now This Is Music 10
Now This Is Music 10 is een verzamelalbum uit de Now This Is Musicserie, uitgebracht in 1989 met hits van dat moment.
Het was het tiende deel uit een serie van elf, die van 1984 tot 1989 liep en de Nederlandse tegenhanger was van het Engelse "Now That's What I Call Music".
Deze compilatie bevat, evenals zijn voorganger deel 9,  24 nummers in plaats van de traditionele 28
Het album kwam in de albumlijst van de Nederlandse top 40 binnen op 10 juni 1989, bereikte de 16e plaats en bleef 14 weken in de lijst.

## Tracklist
kant A
1. Roxette - The Look
2. Living In A Box - Blow The House Down
3. Neneh Cherry  - Buffalo Stance
4. Paula Abdul - Straight Up
5. Wendy & Lisa - Are You My baby
6. Tone Loc - Wild Thing

kant B
1. Soul II Soul - Keep On Movin'
2. Womack & Womack - Life's Just A Ballgame
3. Milli Vanilli  - Baby Don't Forget My Number
4. Monie Love - I Can Do This
5. The Reynolds Girls - I'd Rather Jack
6. Inner City - Good Life

kant C
1. Simple Minds - Belfast Child
2. U2 - Angel Of Harlem
3. Roy Orbison - You Got It
4. Poison - Every Rose Has It's Thorn
5. Crowded House - Into Temptation
6. Marc Almond  - Something's Gotten Hold Of My Heart

kant D
1. The Judds - Why Not Me
2. UB40  - Come Out To Play
3. Soulsister - The Way To Your Heart
4. Rick Astley - Take Me To Your Heart
5. Four Tops - Loco In Acapulco
6. Adeva ft Paul Simpson - Musical Freedom (moving on up)